# Kruft

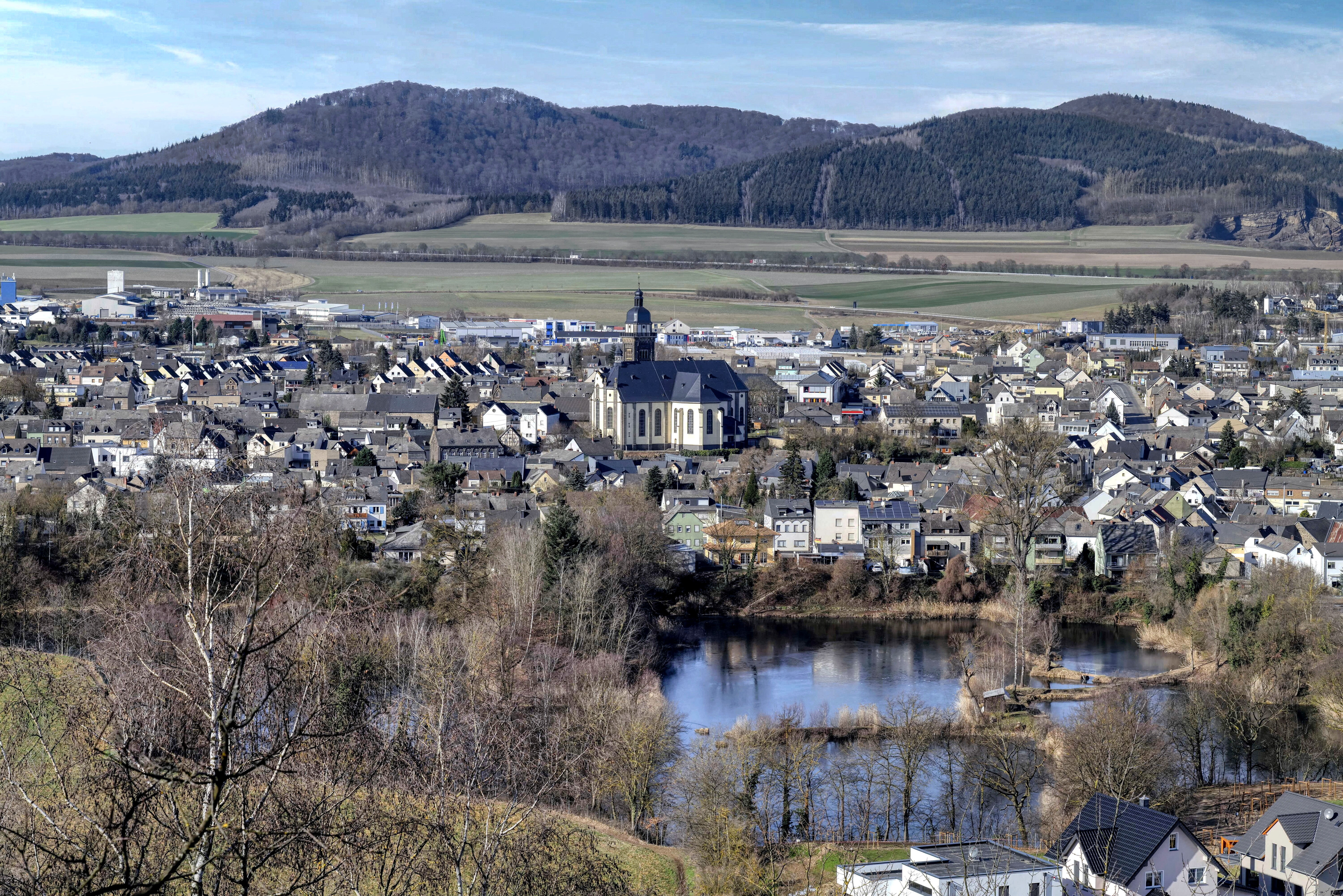
Kruft

Kruft (in Krufter Platt: Kroft) ist eine Ortsgemeinde im Landkreis Mayen-Koblenz in Rheinland-Pfalz. Sie gehört der Verbandsgemeinde Pellenz an, die ihren Verwaltungssitz in Plaidt hat.

## Geographische Lage
Die Gemeinde liegt am Nordrand der Pellenz. Das Gemeindegebiet grenzt im Nordwesten an den Laacher See. Im Westen liegt die Stadt Mendig. Auf der Gemarkung von Kruft liegt nordwestlich der Ortslage der 463 Meter hohe „Krufter Ofen“ und der 428 Meter hohe „Heidekopf“, beide liegen im Naturschutzgebiet Laacher See. Südöstlich liegt im gleichnamigen Naturschutzgebiet der 295 Meter hohe Korretsberg, auch „Krufter Hummerich“ genannt.

## Geschichte
Schon die Römer betrieben im Gemeindebereich unterirdische Steinbrüche für die Gewinnung von Tuffstein. Nachweislich wurden diese Steine bis nach Italien gebracht und dort beim Bau von öffentlichen Gebäuden verarbeitet. Der gewonnene Trass fand ebenfalls beim Bau Verwendung. Heute zeugen noch viele unterirdische Stollen in der Gemeinde von den Aktivitäten der Römer. Etwa im Jahre 400 n. Chr. wurden die Römer von den Franken verdrängt. Das geht auch aus Funden fränkischer Gräber mit Grabbeigaben hervor. Der fränkische Stamm der Ripuaren oder Ripuarier siedelte in dem Land von der Mosel nordwärts bis Köln.
In späteren Jahrhunderten widmeten sich die Krufter Einwohner überwiegend dem Ackerbau. Auch hier sind noch einige alte Höfe als Zeugen aus dieser Zeit vorhanden. Die alte Propstei zeugt ebenso von einem Geschichtsabschnitt der Gemeinde, in der enge Verbindungen zur Abtei Laach bestanden. Bereits in einer Urkunde aus dem Jahre 1093 wird Kruft erwähnt. Im Pellenzgau war die Gemeinde Kruft eine Enklave, die zum Kloster Laach gehörte. Davon zeugt heute noch der in seinen Ursprüngen 1548 errichtete und dann von Abt Placidus Kessenich 1666 in seiner heutigen Größe errichtete 'Laacher Hof' (oft auch falsch als Oehrlings Hof bezeichnet) in der Ortsmitte (s. Architekt und Baumeister Heinzen: Fraukircher Hof, Burghaus Wassenach, …). Die Krufter hatten als Leibeigene des Klosters dort ihren Zehnten abzuliefern. Aus dieser Zeit stammt noch der Spruch „Unter dem Krummstab ist gut leben“.
Eine weitere Besonderheit in der Gemeinde Kruft ist das Breidelsgut, eine Stiftung, die bereits über Jahrhunderte besteht. Laach tauschte 1615 den „Breidelswald“ gegen 400 Morgen Ackerland bei Kruft ein; diese befinden sich heute noch im Besitz der Breidelsmärkerschaft. Diese 400 Morgen Land dürfen die Breidelsmärker unentgeltlich beackern oder aber verpachten, wobei ihnen der Pachtzins zusteht. Diese Stiftung hat auch alle Auflösungsbestrebungen des Dritten Reiches überdauert.
Im Jahre 1794 erschienen die Franzosen in Kruft und hielten die Gemeinde fast 20 Jahre besetzt. 1802 wurde durch Napoleon das Kloster Laach aufgelöst. Der Klosterbesitz wurde verkauft. Damit endete für Kruft eine 700 Jahre währende Leibeigenschaft.
In den Jahren 1850 bis 1907 wurde die Geschichte von Kruft durch den Neuwieder Fabrikanten Christoph Heinrich Reusch (1783–1866) und dessen Sohn Julius (1823–1907) geprägt. 1850 erwarb er eine der zwei Krufter Getreidemühlen. Die zweihundert Meter außerhalb des Dorfes liegende Lochsmühle mit Bauernhof erweiterte er in den Jahren 1860 bis 1870 um ein Herrenhaus (Villa Reusch) und um eine auch nachts erleuchtete Parkanlage mit Grotten, Tunneln und Springbrunnen. Um 1880 war Gut Idylle landesweit bereits so bekannt, dass es erstmals in der Broschüre „Führer zum Laacher See“ Erwähnung fand und auf der gezeichneten Karte als Sehenswürdigkeit eingetragen war. Heute ist Gut Idylle eines von 156 in Deutschland namentlich gelisteten Gütern (eins von zweien in Rheinland-Pfalz).
Heinrich Hoffmann genannt von Fallersleben (u. a. Dichter des Deutschlandlieds) verband mit Julius Reusch seit gemeinsamer Studienzeit eine herzliche Freundschaft. Seit Mitte der 1860er Jahre war er häufig auf dessen Ländereien und im Herrenhaus zu Gast. Er war Namensgeber von „Gut Idylle“. In der Neuwieder bzw. Krufter Zeit von Hoffmann von Fallersleben entstanden seine berühmten Kinderlied-Texte wie „Alle Vögel sind schon da“, „Kuckuck, Kuckuck, ruft’s aus dem Wald“, „Ein Männlein steht im Walde“ oder „Morgen kommt der Weihnachtsmann“.
Nach dem Tode von Julius Reusch verkaufte seine Schwester Ida das Gut Idylle für eine Million Mark an die später in Tuffstein und Basalt-Lava AG (TUBAG) umbenannte Firma, die Ende der 1920er Jahre ihren Firmensitz in die repräsentative Villa Reusch verlegte.
Nach dem Ersten Weltkrieg begann dann in der Gemeinde Kruft ein Strukturwandel. Eine Zementfabrik wurde errichtet. Ein Betrieb für feuerfeste Produkte erweiterte seine Kapazitäten und auch die Produktion von Bimsbaustoffen konnte in größerem Maße aufgenommen werden. Nach dem Zweiten Weltkrieg erfolgte dann endgültig eine Umwandlung des Gemeinwesens in eine Industriegemeinde. Es entstanden neue Bimsbaustoffwerke, da durch die ungeheuren Zerstörungen des Krieges ein großer Baustoffbedarf bestand. Die Wirtschaftsstruktur verbesserte sich, indem sich zwar artverwandte aber krisenfeste Betriebe in der Gemeinde ansiedelten. In der Gemeinde Kruft sind heute neben zahlreichen Bimsbaustoffwerken ein großes Zementwerk, ein Betrieb für feuerfeste Produkte, ein Betonwerk, das Produkte für Landschaftsgestaltung herstellt, ein Beton-Rohwerk und viele leistungsfähige Handwerksbetriebe ansässig. Die Zahl der bäuerlichen Betriebe ist erheblich zurückgegangen, wobei allerdings die noch vorhandenen Betriebe ihre Leistungsfähigkeit gesteigert haben.

## Politik

### Gemeinderat
Der Gemeinderat in Kruft besteht aus 20 Ratsmitgliedern, die bei der Kommunalwahl am 9. Juni 2024 in einer personalisierten Verhältniswahl gewählt wurden, und dem ehrenamtlichen Ortsbürgermeister als Vorsitzendem.
Die Sitzverteilung im Gemeinderat:
| Wahl | SPD | CDU | Gesamt   |
| ---- | --- | --- | -------- |
| 2024 | 6   | 14  | 20 Sitze |
| 2019 | 6   | 14  | 20 Sitze |
| 2014 | 6   | 14  | 20 Sitze |
| 2009 | 6   | 14  | 20 Sitze |
| 2004 | 5   | 15  | 20 Sitze |

### Bürgermeister
Walter Kill (CDU) wurde am 25. Juni 2019 Ortsbürgermeister von Kruft. Bei der Direktwahl am 26. Mai 2019 war er mit einem Stimmenanteil von 83,42 % gewählt worden. Bei der Direktwahl am 9. Juni 2024 wurde er als einziger Bewerber mit 75,0 % für weitere fünf Jahre in seinem Amt bestätigt.
Vorgänger von Walter Kill war Rudolf Schneichel (CDU), der das Amt seit 1998 ausgeübt hatte.

### Wappen
| Wappen von Kruft | Blasonierung: „In Rot die heilige Maria in blauem Mantel mit goldener Krone, das Christuskind auf dem rechten Arm haltend, beide mit silbernem Nimbus, auf goldener Mondsichel stehend, von goldenem Strahlenkranz umflossen.“ |
| Wappen von Kruft | Wappenbegründung: Das Gemeindewappen geht auf ein Schöffensiegel zurück, das bis 1562 nachweisbar ist. Das Bildnis der Maria symbolisiert die frühere Zugehörigkeit des Dorfes zur Abtei Laach, die im Mittelalter Abbatia (Sanctae) Mariae ad Lacum genannt wurde. Kruft war Eigentum der Abtei, die bis 1802 neben den grundherrlichen auch hoheitliche Rechte über das Dorf ausübte. |

Das Wappen wurde vom Heraldiker Wilhelm Ewald 1931 nach dem oben genannten Siegel entworfen, die farbliche Ausarbeitung nach dem Wappen aus dem Jahre 1605, beides ist in der Genehmigungsurkunde festgehalten, mit der es am 24. April 1950 durch den rheinland-pfälzischen Ministerpräsidenten Peter Altmeier genehmigt wurde. Kruft zählt damit zu den wenigen Gemeinden, die zur Führung des Bildnisses der Gottesmutter Maria in ihrem Wappen berechtigt sind.

### Gemeindepartnerschaft
- Kruft pflegt seit 1967 eine Partnerschaft mit der französischen Gemeinde Paray-Vieille-Poste.

## Kirchen
Die katholische Pfarrkirche ist dem hl. Dionysius gewidmet, zweiter Patron ist der hl. Sebastianus.

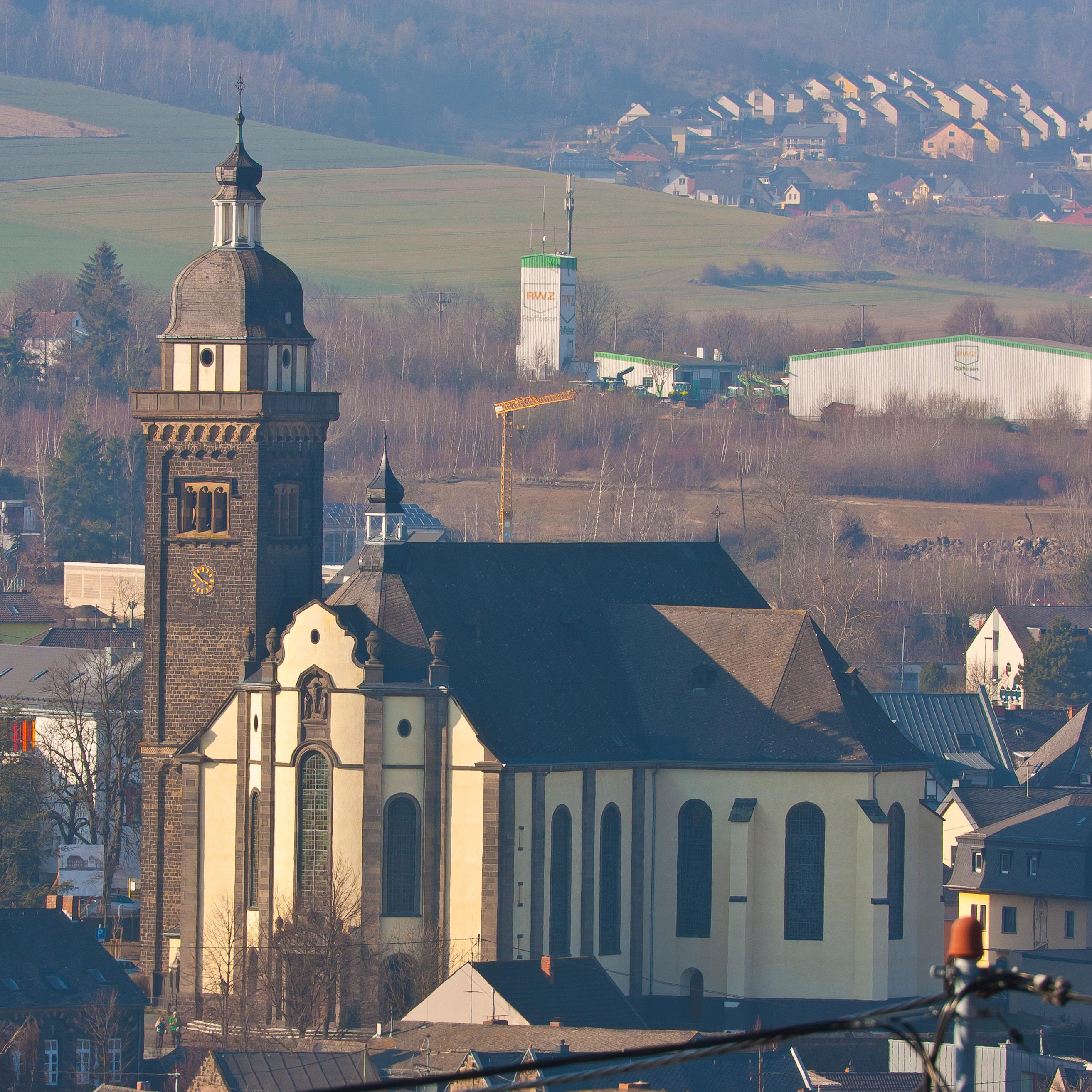
Krufter Pfarrkirche St. Dionysius von Südosten

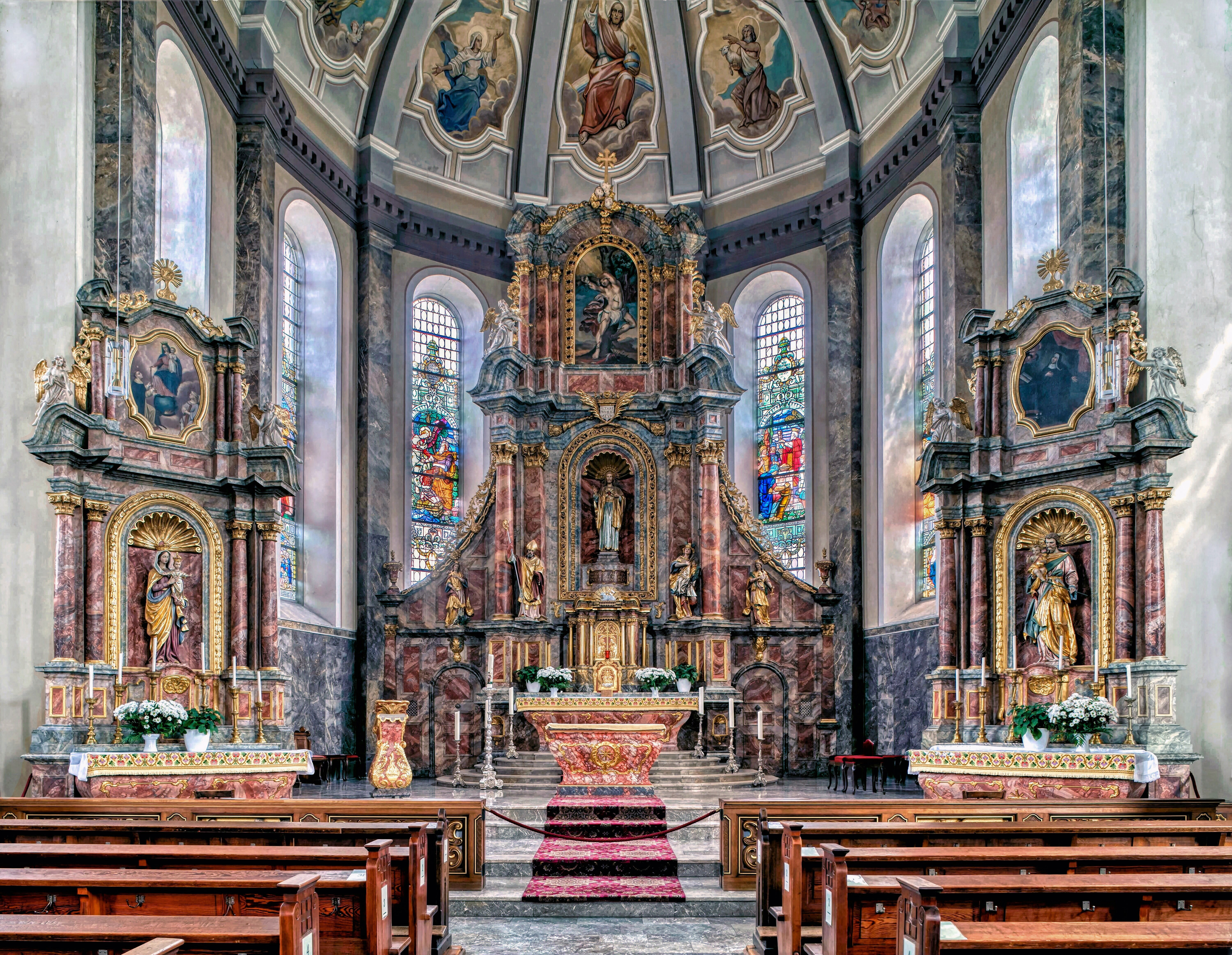
Chor der Pfarrkirche mit Hoch- und Seitenaltären

## Bruderschaften
Kruft hat eine sehr alte Schützenbruderschaft: Die St. Sebastianus-Schützenbruderschaft 1380 e. V. Kruft, deren im Vereinsnamen angegebenes Gründungsjahr allerdings nicht belegt ist. Die Bruderschaft fühlt sich in der Gegenwart den traditionellen Schützenwerten Glaube, Sitte und Heimat ebenso verpflichtet wie der Pflege des Schießsports.
Die Nothgottes-Bruderschaft wurde 1928 gegründet und zählte 2005 mehr als 300 Mitglieder. Sie unternimmt jedes Jahr am ersten Septemberwochenende eine dreitägige Fußwallfahrt ins 87 Kilometer entfernte Nothgottes (ehemaliges Kapuzinerkloster oberhalb von Rüdesheim). Rund 100 Pilger nehmen an der Wallfahrt teil, die von zwei Pilgerführern geleitet wird (2004/2005 gab es erstmals eine Pilgerführerin). Die nachweislich früheste Wallfahrt war 1674. Ihren Ursprung hat die Pilgerfahrt vermutlich in einem Gelübde während oder nach der großen Pestwelle 1666.
Die Maria Hilf-Bruderschaft macht Mitte September eine Fußwallfahrt nach Maria Hilf in Koblenz-Lützel, die Bornhofen-Bruderschaft Anfang Juni eine Fußwallfahrt nach Kamp-Bornhofen.

## Infrastruktur
- Straßenverkehr

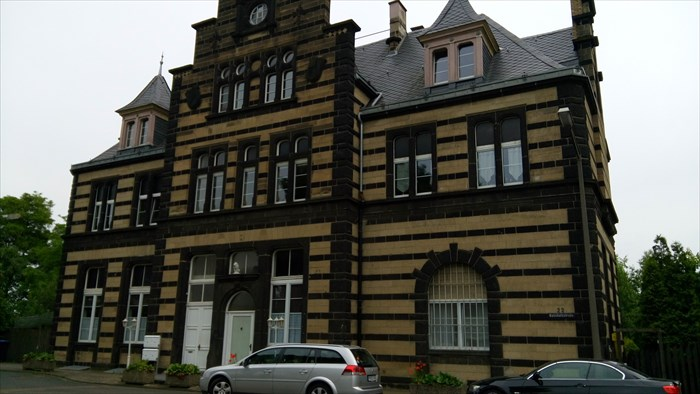
Der Bahnhof Kruft an der Eifelquerbahn

Günstige Lage zwischen A 61 (Köln, Koblenz, Ludwigshafen am Rhein) und A 48 (Trier).
- Eisenbahnanbindung:

Kruft besitzt einen Bahnhof an der Eisenbahnlinie Lahn-Eifel-Bahn (Kaisersesch-Mayen-Mendig-Andernach-Koblenz Hbf-Niederlahnstein-Bad Ems-Diez-Limburg an der Lahn), welcher durch die Regionalbahnlinien RB23 und RB38 bedient wird. Diese verkehren nach dem Rheinland-Pfalz-Takt täglich im Stundentakt.
- Regionalbusverkehr

Regelmäßige (stündliche) Buslinien von/nach Andernach/Neuwied & Koblenz, und nach Mayen (nach Westen).
Aufgrund der Lage von Kruft im Landkreis Mayen-Koblenz gilt für Zug- und Busfahrscheine der Tarif des Verkehrsverbund Rhein-Mosel VRM.

## Kruft in der Literatur
Der Roman „Örtlich betäubt“ von Günter Grass spielt teilweise in Kruft.

## Persönlichkeiten
- Hanns Altmeier (1906–1979), Kunstpädagoge, wirkte in Kruft als Lehrer
- Fritz Gasper († 2007), Landrat des Eifelkreises Bitburg-Prüm, stammte aus Kruft
- Ferdinand Röse (1815–1859), Dichter und Philosoph, starb in Kruft

## Bilder

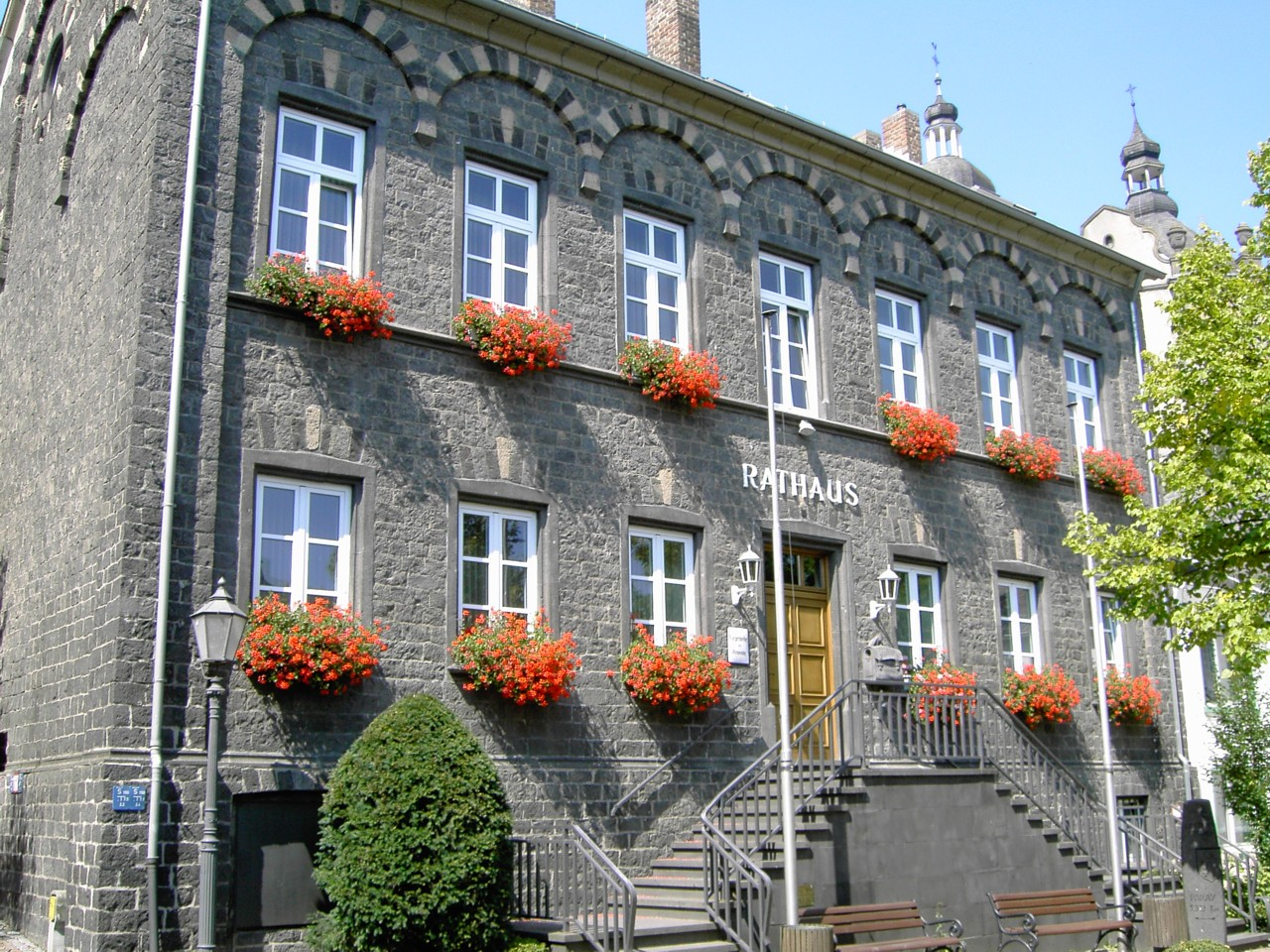
Rathaus in Kruft
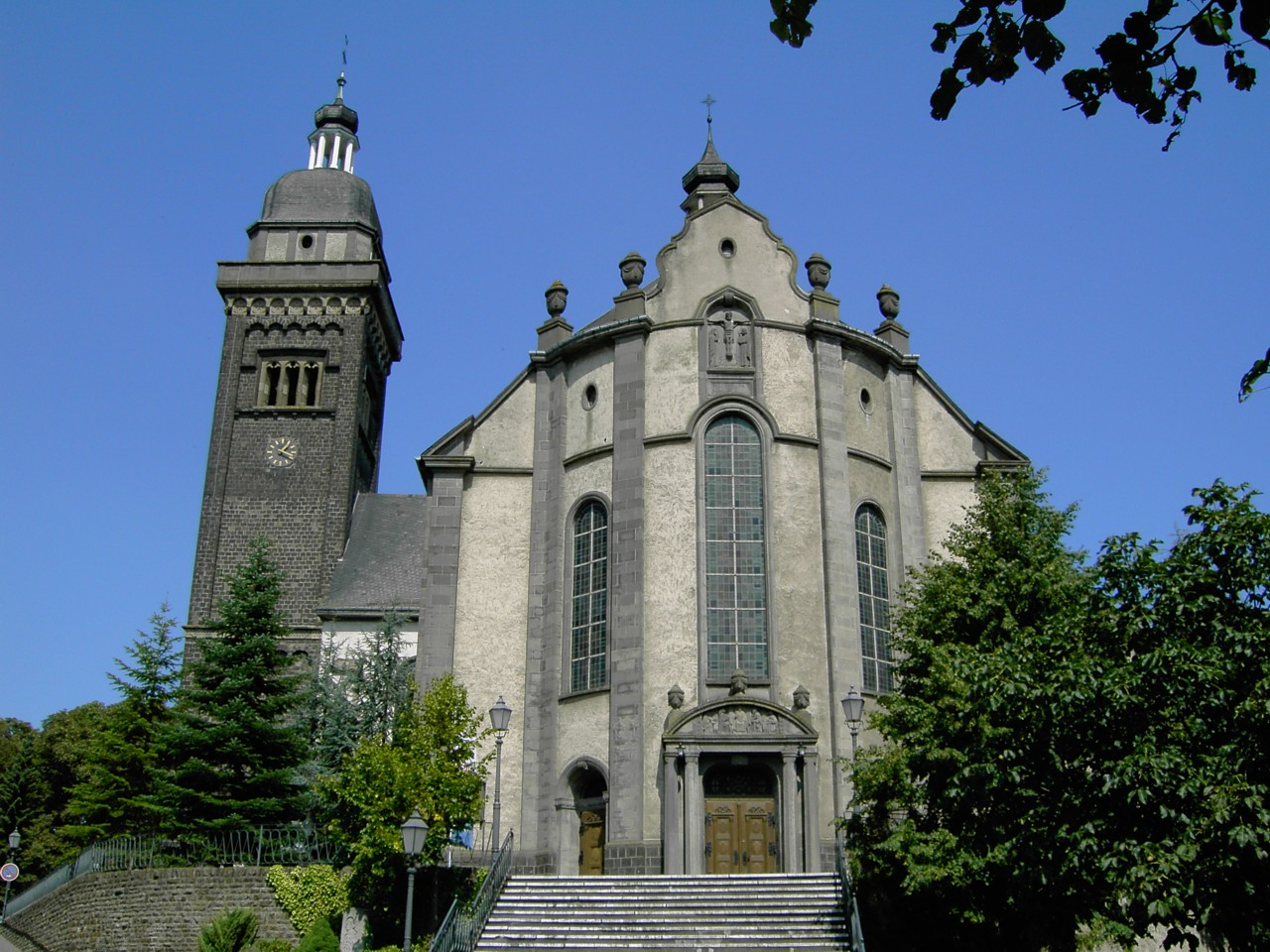
Pfarrkirche Sankt Dionysius
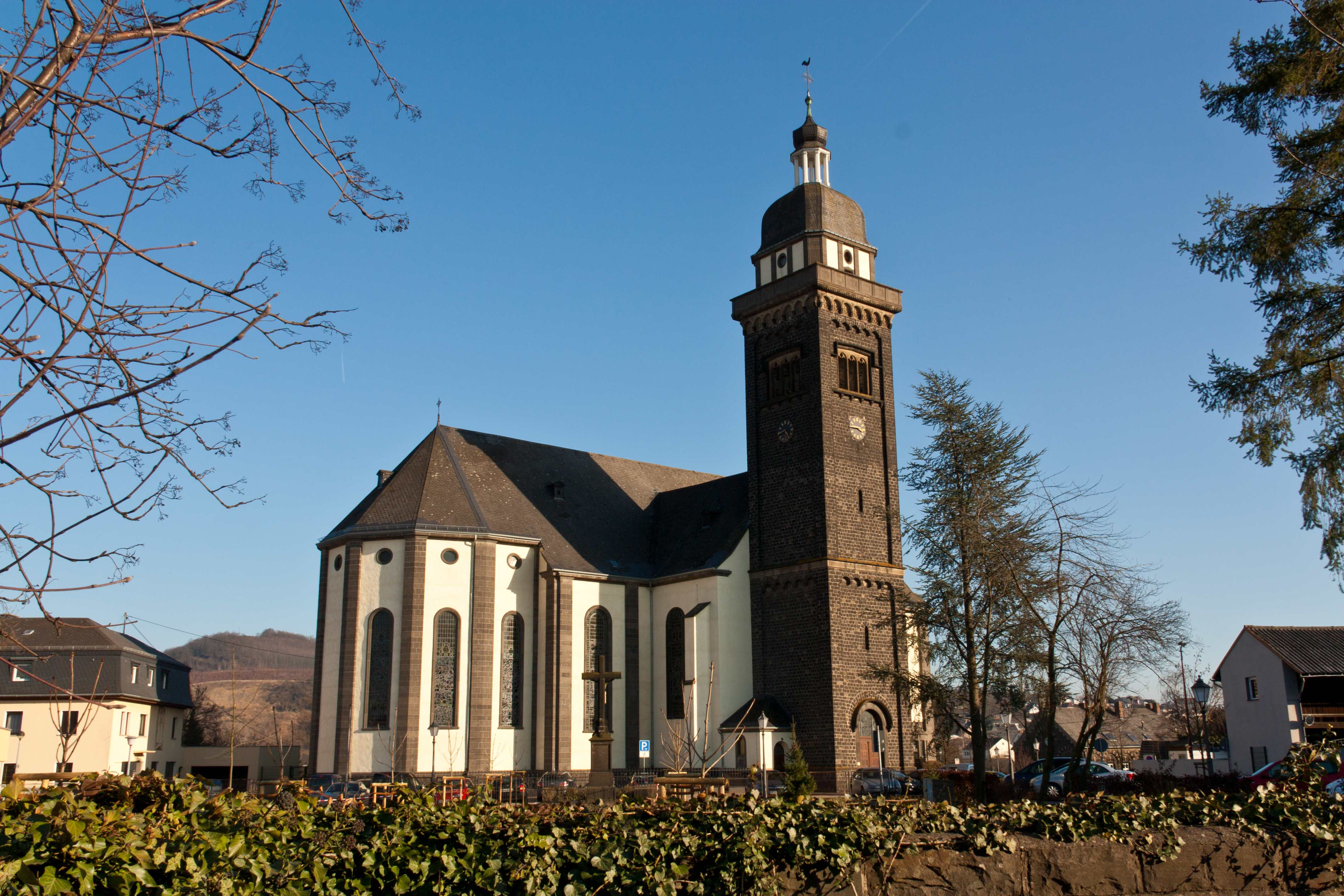
Pfarrkirche St. Dionysius von Nordwesten
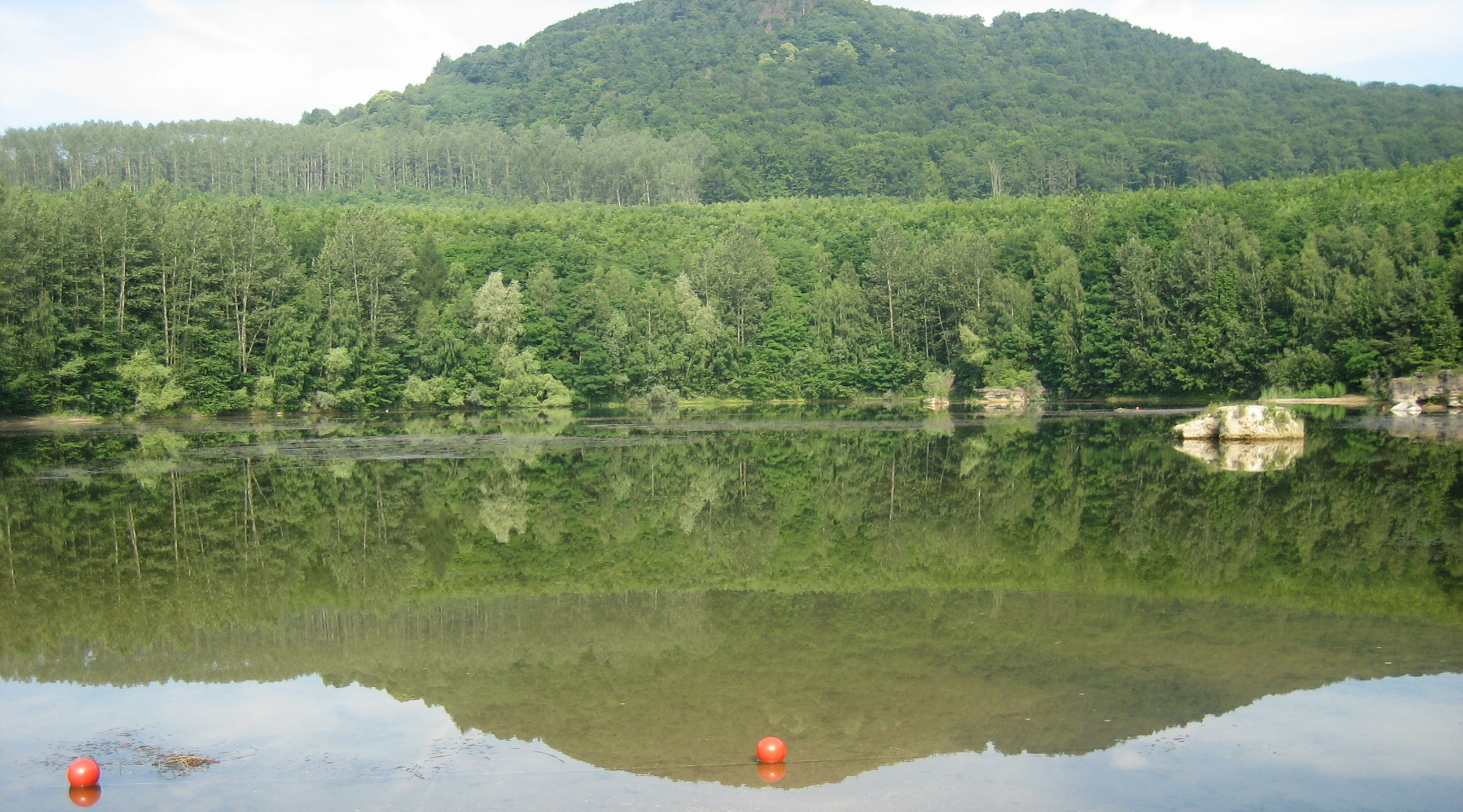
Erholungsgebiet am Krufter Waldsee
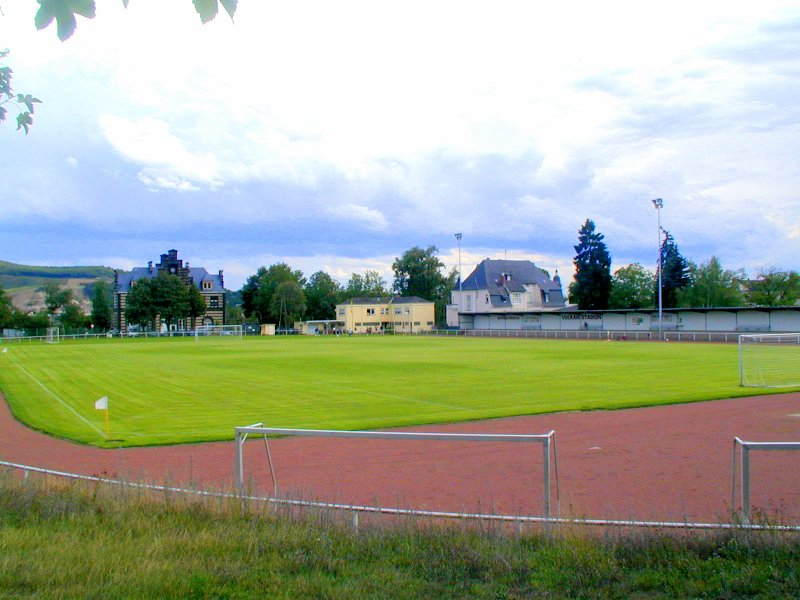
Vulkanstadion Kruft